# Resmetrina
La resmetrina és un insecticida piretroide utilitzat en el control de la població del mosquits adults.
La molècula de l'resmetrina té quatre estereoisòmers. És una barreja dels isòmers (1R,trans)-, (1R,cis)-, (1S,trans)-, (1S,cis)-, normalment en una relació de 4:1:4:1. Els isòmers 1R (tant el trans com el cis) presenten una forta activitat insecticida, mentre que els isòmers 1S no. L'isòmer (1R,trans)- és també conegut com a Bioresmetrina,(+)-trans-Resmetrina, o d-trans-Resmetrina; encara que la bioresmetrina ha estat utilitzada únicament com a ingredient actiu (AI) per a pesticides, no està registrada actualment com a ingredient actiu separat per la U.S. EPA. L'isòmer (1R,cis)- és conegut com a Cismetrina, però tampoc está registrat a la U.S. per ús únicament com a pesticida AI.